# International Pablo Casals Cello Competition

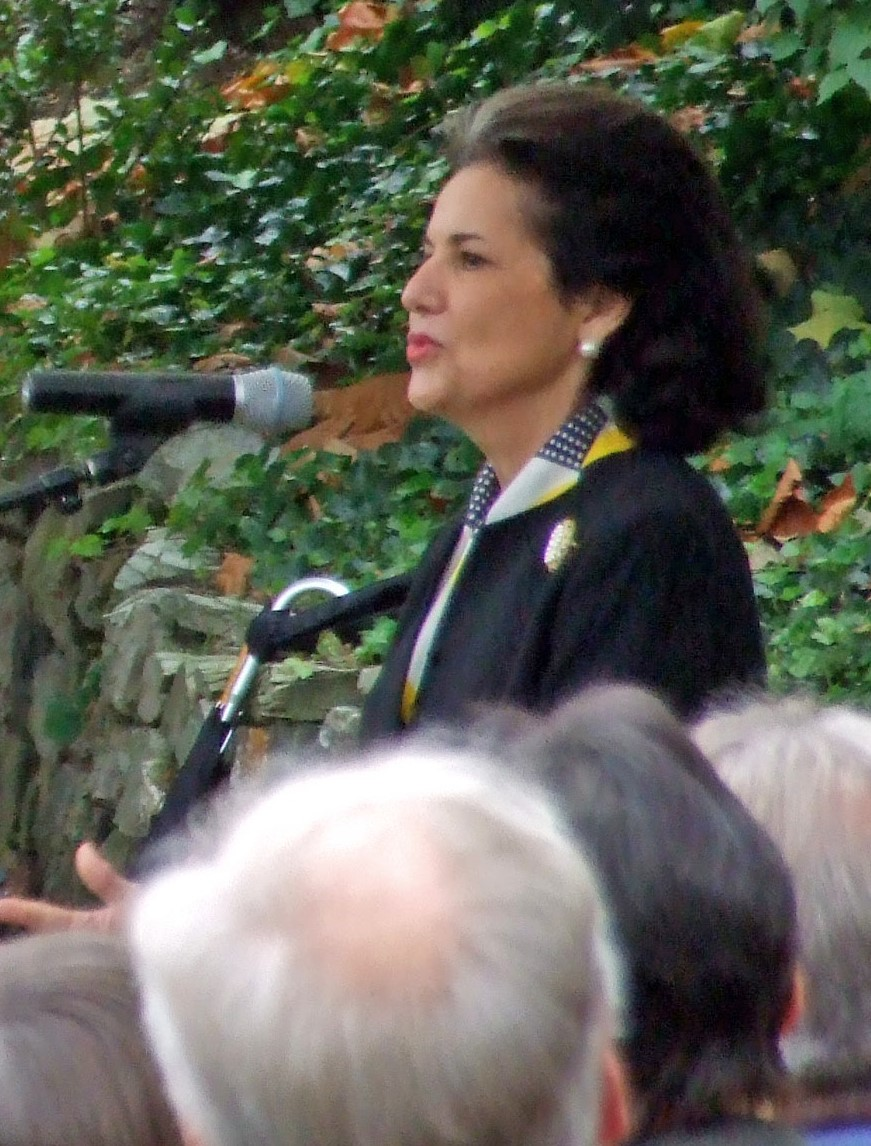
Marta Casals Istomin (2007)

International Pablo Casals Cello Competition hieß der 2000 und 2004 in Kronberg und Frankfurt durchgeführte internationale Cellowettbewerb. Die Pablo Casals Stiftung war Trägerin, die Cellistin Marta Casals Istomin, die Witwe von Pablo Casals, die Schirmherrin der Veranstaltung.
Ab dem Jahr 2006 war die Pablo Casals Competition Mitglied der World Federation of International Music Competitions.

## Preisträger
- 2004
  - 1. Preis: László Fenyő (Ungarn)
  - 2. Preis: Julian Steckel (Deutschland)
  - 3. Preis: Giorgi Kharadze (Georgien)
  - 4. Preis: Tuomas Ylinen (Finnland)
  - 5. Preis: Sebastien van Kuijk (Frankreich)

- 2000
  - 1. Preis: Claudio Bohórquez
  - 2. Preis: Tatjana Vassilieva
  - 3. Preis: Gavriel Lipkind
  - 4. Preis: Niklas Eppinger
  - 5. Preis: Mark Kosower
  - 6. Preis: Inbal Segev

## Sonderpreise
- 2004
  - Eugene-Istomin-Preis (für hoffnungsvolle Nachwuchstalente): Leonard Elschenbroich (Deutschland)
  - Leyda-Ungerer-Preis zur Finanzierung eines Studienaufenthaltes bei Bernard Greenhouse in Amerika: Alexander Buzlov (Russland)
  - Sonderpreis für die beste Aufführung einer Beethoven-Sonate: Giorgi Kharadze
  - Sonderpreis für die beste Interpretation des Werkes "Thema und Variationen über "El Cant dells ocells" ("Der Gesang der Vögel") zu Ehren von Pablo Casals, komponiert von Graciane Finzi: László Fenyő

- 2000
  - Sonderpreis von Marta Casals Istomin, Cello von Pablo Casals für zwei Jahre: Claudio Bohórquez
  - Sonderpreis Kammermusik: Claudio Bohórquez
  - Sonderpreis für hoffnungsvolle Talente (ein Bogen, gestiftet von der Rostropovich Cello Foundation): Jung Ran Lee
  - Sonderpreis für die beste Interpretation des Werkes von Cristóbal Halffter (Solo. Klagelied eines verwundeten Vogels): Mark Kosower